# Cantó de Gourin
El cantó de Gourin (bretó Kanton Gourin) és una divisió administrativa francesa situat al departament d'Ar Mor-Bihan a la regió de Bretanya.

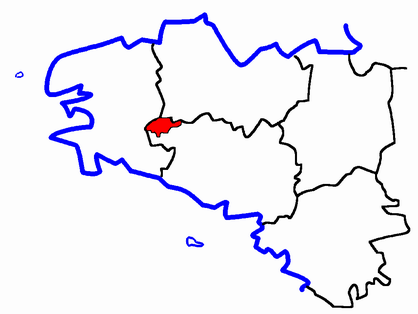
Situació del cantó

## Composició
El cantó aplega 5 comunes :
| Nom francès | Nom bretó   | Població | km²    | Codi Postal | Codi INSEE |
| Gourin      | Gourin      | 4.464    | 74,72  | 56110       | 56066      |
| Langonnet   | Langoned    | 1.918    | 85,40  | 56630       | 56100      |
| Plouray     | Plourae     | 1.144    | 39,09  | 56770       | 56170      |
| Roudouallec | Roudoualleg | 700      | 24,82  | 56110       | 56199      |
| Le Saint    | Ar Sent     | 696      | 31,03  | 56110       | 56201      |
| Kanton      | Gourin      | 8.922    | 255.06 | -           | 5609       |

## Evolució demogràfica
| 1962   | 1968   | 1975   | 1982   | 1990  | 1999  |
| ------ | ------ | ------ | ------ | ----- | ----- |
| 12.233 | 11.677 | 10.904 | 10.069 | 9.472 | 8.922 |

## Història
| Data d'elecció                           | Identitat      | Partit | Qualitat |
| ---------------------------------------- | -------------- | ------ | -------- |
| 2004-                                    | Michel Morvant | UMP    |          |
| les dades anteriors no són pas conegudes |                |        |          |
|                                          |                |        |          |